# Crowthorne
Crowthorne est une ville d'Angleterre dans le Berkshire.
L'hôpital Broadmoor est situé dans la ville.

## Personnalités liées
- Arthur Christopher Benson y est né.
- Freeman Dyson (1923-2020), physicien théoricien et mathématicien britanno-américain, y est né ;
- Arthur Humble Evans (1855-1943), ornithologue britannique, y est mort ;
- Max Stedman (1996-), coureur cycliste,  y est né.